# Onychogonia melanica
Onychogonia melanica är en tvåvingeart som först beskrevs av Townsend 1915.  Onychogonia melanica ingår i släktet Onychogonia och familjen parasitflugor. Inga underarter finns listade i Catalogue of Life.